# Vladimir Malakhov (danseur)
Pour les articles homonymes, voir Vladimir Malakhov.
Vladimir Anatolievitch Malakhov (Влади́мир Анато́льевич Мала́хов), né le 7 janvier 1968 à Krivoï Rog en URSS, est un danseur classique soviétique, puis de nationalité autrichienne.

## Biographie
Vladimir Malakhov termine en 1986 l'Institut chorégraphique de Moscou dans la classe du professeur Piotr Pestov. Il se perfectionne de 1987 à 1992 auprès de Naoum Azarine. Il travaille au ballet classique de Moscou où il danse le répertoire classique, ainsi que de nouveaux rôles comme Rudi dans Le Baiser de la fée, Adam dans La Création du monde, Balthazar dans La Camisole magique (1988, chorégraphie de Natalia Kassatkina et de Vassiliov), Bakhiana (1987, chorégraphie d'Alberto Alonso). On le voit aussi dans Sigfried du Lac des cygnes, Albert dans Giselle, Basile dans Don Quichotte ou bien encore dans Mercutio de Roméo et Juliette. Il danse le rôle d'Oswald dans le ballet Nathalie ou la Laitière suisse, redécouvert et remonté par Pierre Lacotte d'après Filippo Taglioni.
En 1991, dans un contexte de graves difficultés politico-économiques avec l'effondrement de l'URSS, Malakhov décide de rester aux États-Unis où il était en tournée, puis signe un contrat avec le théâtre de Stuttgart. Il danse aussi au Canada au National Ballet en 1994. Le magazine japonais Dance Magazine le nomme comme le meilleur danseur du monde de 1992 à 1994. En 1995, il travaille avec l'American Ballet Theater de New York, puis à l'opéra de Berlin et à l'opéra de Vienne.
En 2002, il est nommé directeur de ballet et premier soliste de la troupe du ballet de l'opéra de Berlin. Le 1er janvier 2004, il devient directeur (Intendant en allemand) de la troupe de ballet de l'opéra de Berlin, réunie avec l'opéra allemand de Berlin, poste qu'il occupe jusqu'en 2014. Vladimir Malakhov s'est établi à Berlin.

## Filmographie
- 1989 : Le Détective du Nouvel An (« Новогодний детектив »), ballet télévisé dans une chorégraphie de Svetlana Voskressenskaïa
- 1990 : Le Baiser de la fée (« Поцелуй феи »), dans une chorégraphie de Natalia Kassatkina et Vladimir Vassiliov — Rudy
- 1991 : Méditation sur le thème d'Hamlet (« Размышление на тему. Гамлет »), ballet télévisé dans une chorégraphie de Svetlana Voskressenskaïa — Hamlet
- 1991 : Don Quichotte (« Дон Кихот »), dans une chorégraphie de Natalia Kassatkina et Vladimir Vassiliov — Basile
- 1991 : Bravo, Malakhov! (« Браво, Малахов! »), film documentaire consacré à la carrière de Malakhov
- 1997 : Vladimir Malakhov : un véritable prince (« Истинный принц: Владимир Малахов »), film documentaire consacré à la carrière de Malakhov
- 1998 : American Ballet Theatre Now: Variety and Virtuosity, téléfilm — Remanso
- 1999 : Le Corsaire (« Корсар »)
- 2001 : Casse-noisette, dans une chorégraphie de Patrice Bart — le prince
- 2002 : Born to Be Wild: The Leading Men of American Ballet Theatre, vidéofilm
- 2003 : Les Grands Danseurs de notre temps... (Great Dancers of Our Time - Vladimir Malakhov, Lucia Lacarra, Kiyoko Kimura), vidéofilm
- 2004 : Vladimir Malakhov - Suche nach Schwerelosigkeit, film documentaire allemand[5])
- 2008 : Caravaggio, ballet filmé, dans une chorégraphie de Mauro Bigonzetti — Le Caravage

## Chorégraphies
- 1999 : La Bayadère (pour le ballet du Wiener Staatsoper)
- 2001 : Verdi-Ballett: Ein Maskenball - Un bal masqué de Verdi (pour le Wiener Staatsoper)

## Distinctions
- 1986 : Concours international de ballet de Varna (Grand Prix Junior)
- 1989 : Concours international de ballet de Moscou (médaille d'or du prix Serge-Lifar)
- 1990 : Concours international de Jackson (médaille de bronze Senior)
- 2002 : Prix Nijinski
- 2003 : Prix de la culture de la ville de Berlin
- 2004 : Prix Benois de la danse
- Médaille Pouchkine